# Margarete von Heinemann
Margarete Auguste Elisabeth Albertine Mathilde von Heinemann (geboren am 23. Januar 1856 in Braunschweig; gestorben 1939 in Thiede, heute Salzgitter-Thiede) war eine deutsche Landschaftsmalerin und Äbtissin.

## Leben
Margarete von Heinemann entstammte der Adelsfamilie von Heinemann. Sie war die einzige Tochter des Entomologen Johann Franz Rudolf Hermann von Heinemann und dessen Frau Theodora (geborene Gerstell, 1. März 1829 – 20. Januar 1893). Sie hatte zwei jüngere Brüder, Johann Karl Wilhelm Ferdinand Arnold Walter von Heinemann (1858–1928), der General wurde, und Karl Ludwig Hans Adolf Otto Bernhard von Heinemann (1862–1907), der ebenfalls eine Militärlaufbahn einschlug. Der Historiker Otto von Heinemann war ihr Onkel. Sie arbeitete in Braunschweig und Umgebung und stellte zahlreiche Landschaftsbilder her. Ein Gemälde von Capri kam in die Städtische Galerie nach Braunschweig. Im Jahr 1926 schenkte sie dem Städtischen Museum Braunschweig ein Landschaftsgemälde mit der Bezeichnung Westfälische Heidelandschaft (1854) von Heinrich Schilking und am 1. November 1938 das Gemälde Lipari. Ihre teils südländischen Motive lassen einen Aufenthalt in Italien vermuten, sie fertigte zumeist großformatige Gemälde mit italienischen Küstenlandschaften. Sie nahm an unterschiedlichen Ausstellungen teil, unter anderem 1902 an der Großen Berliner Kunstausstellung, 1907 an der Kunstausstellung des Münchner Kunstvereins und 1912 in Braunschweig. Im Jahr 1914 wurde sie Mitglied der siebenköpfigen Jury des Braunschweiger Kunstvereins, zu der auch der Maler Hans Herse und der Bildhauer Jakob Hofmann gehörten. Seit dem 28. September 1898 war sie Stiftsdame und wurde am 4. Juni 1927 als Nachfolgerin der verstorbenen Gräfin Anna von der Schulenburg-Nordsteimke (1863–1926) zur Äbtissin des Stifts Steterburg gewählt.
Franz Wolter kritisierte 1907 in der Zeitschrift die Christliche Kunst, dass es von Heinemann nicht an Ausdruckskraft mangele, sondern eher an „weiser Selbstkritik, sich auf das Beste zu beschränken. Daß die Dame malen kann, was man im allgemeinen malen nennt, soll unbestritten sein, aber schwer wird es dem Referenten gemacht, wenn er wirklich Wesentliches, wirklich Tüchtiges und Ergreifendes heraussuchen soll, was von dauerndem Werte ist.“ Sie signierte ihre Werke zumeist mit M. v. Heinemann.

## Werke (Auswahl)
- 1900: Semova

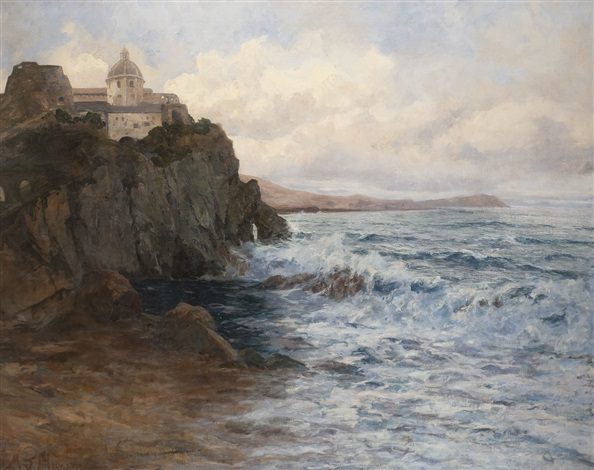
Kloster auf den Meeresklippen

- um 1905: Brandung am Mittelmeer (Oktoberausstellung im Kunstverein München)
- Capri (Italien, Öl auf Leinwand, angekauft am 16. März 1912 vom Städtischen Museum Braunschweig)[5]
- um 1912: Lipari (Italien, Meereseinsamkeit, Öl auf Leinwand, Städtisches Museum Braunschweig)
- Stiller Sommertag an einem Strand auf Rügen (Öl auf Leinwand, versteigert 1997)
- Kloster auf den Meeresklippen
- um 1923: Burgruine an der sizilianischen Küste